# Joc de aventură
Un joc de aventură este un joc video în care jucătorul își asumă rolul unui personaj dintr-o poveste interactivă, bazată pe explorare și rezolvare unor puzzle-uri în loc de provocări și conflicte fizice.
Primele jocuri video de aventură au evoluat din jocurile Hunt the Wumpus (de Gregory Yob) și Adventure (de Crowther și Woods) în jocuri comerciale care puteau fi jucate pe calculatoare personale, cum ar fi seria Zork, foarte populară în timpul ei și care rula pe software-ul Infocom.